# Claus Haring

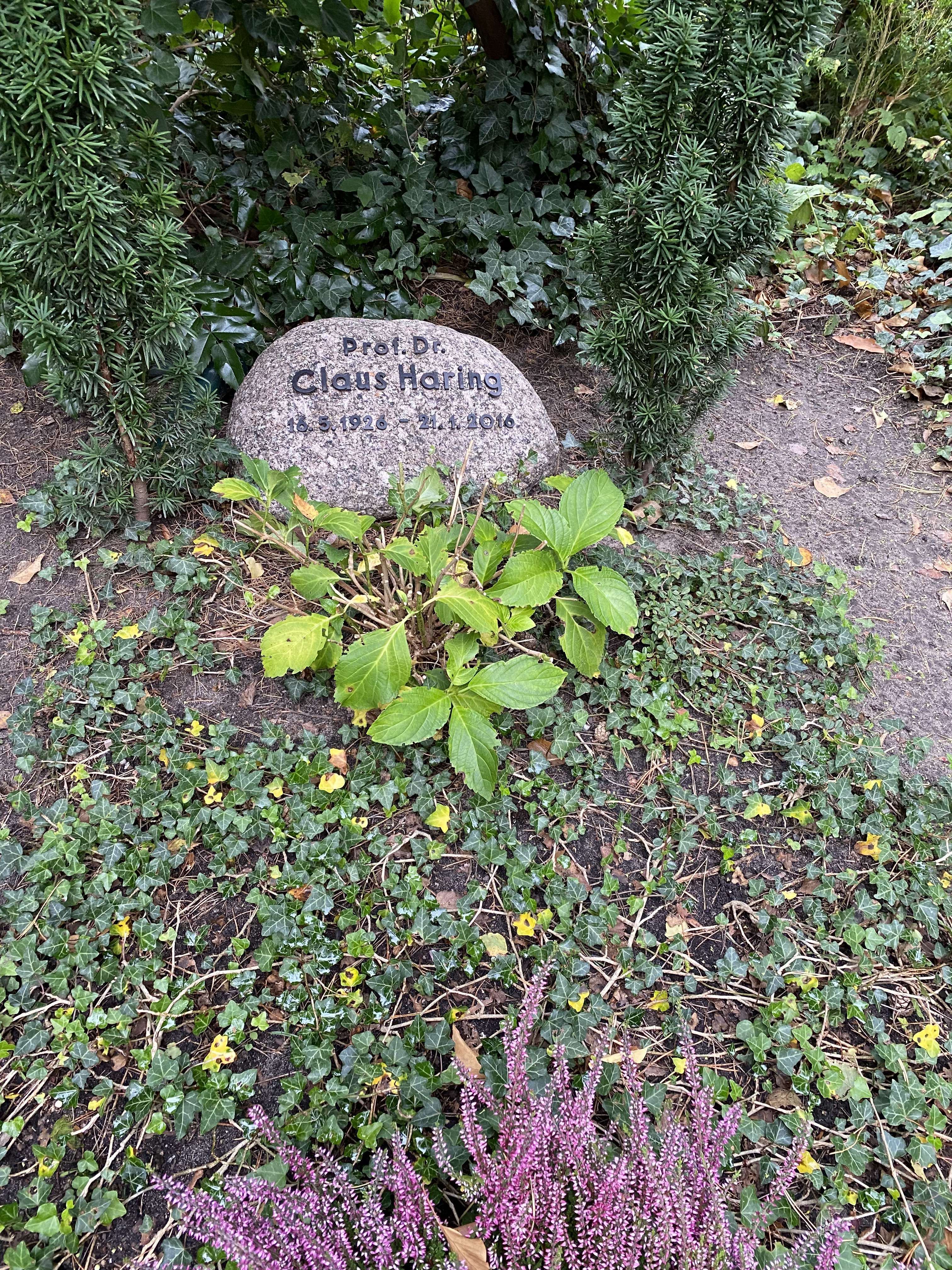
Grabstätte im Feld 002-368

Claus Haring (* 16. Mai 1926 in Merseburg; † 21. Januar 2016) war ein deutscher Psychiater.

## Leben
Haring studierte Philosophie, Slawistik, Germanistik und Medizin und absolvierte 1954 das medizinische Staatsexamen. 1958 wurde er an der Humboldt-Universität zu Berlin promoviert. 1973 an der Freien Universität Berlin habilitiert, war er ab 1978 Professor für Psychiatrie an der Heinrich-Heine-Universität Düsseldorf. Er engagierte sich seit 1984 in verschiedenen Rotary Clubs Nach seiner Emeritierung war er als Facharzt für Neurologie und Psychiatrie in Berlin tätig. Seine letzte Ruhestätte fand er auf dem Waldfriedhof Dahlem in Berlin.

## Schriften (Auswahl)
- N. P. Sinizyn: Herztransplantation. Deutsche, überarbeitete und erweiterte Ausgabe. Übersetzt aus dem Russischen von Claus Haring. Volk und Gesundheit, Berlin 1957.
- Untersuchungen zur Wirkung von Chlorpromazin auf den Zeitwert der neuralen und muskulären Erregbarkeit. Berlin 1958 (Dissertation, HU Berlin, 1958).
- mit Karl Heinz Leickert: Wörterbuch der Psychiatrie und ihrer Grenzgebiete. Schattauer, Stuttgart 1968.
- Lehrbuch des autogenen Trainings. Enke, Stuttgart 1979; zuletzt: Praxis des Autogenen Trainings. Lehrbuch. 3., vollständig überarbeitete Auflage. Radzun, Wiesbaden 2006.
- Psychiatrie. Enke, Stuttgart 1989; 3., neu bearbeitete Auflage. Radzun, Wiesbaden 2003.
- Einführung in die Hypnosetherapie. Enke, Stuttgart 1995.